# Slag bij Guinegate (1513)

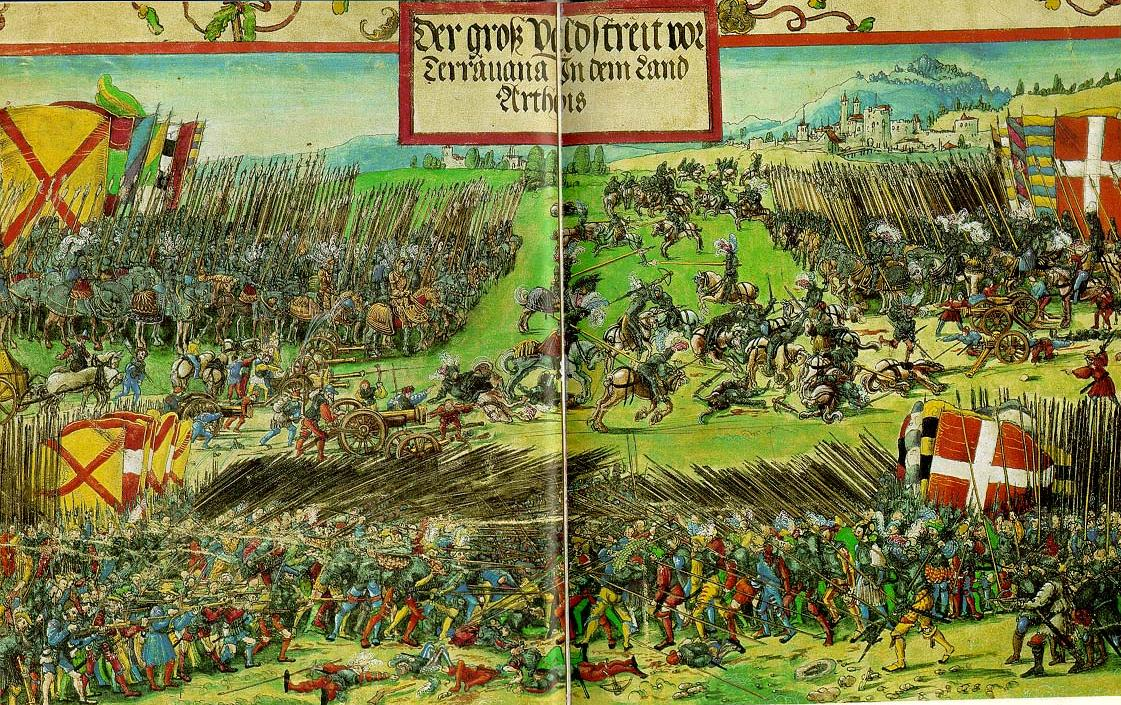
Illustratie door Georg Lemberger

De Tweede Slag bij Guinegate werd op 16 augustus 1513 uitgevochten bij het Noord-Franse plaatsje Enguinegatte.
Als een uitloper van de Oorlog van de Heilige Liga versloegen de troepen van Hendrik VIII van Engeland het Franse leger van maarschalk Jacques de la Palice.
Vervolgens namen de Engelse troepen Terwaan in op 20 augustus, Rijsel op 10 september en Doornik op 23 september.